# مایکل بگلی (قایقران)
مایکل بگلی (انگلیسی: Michael Begley; ۲۲ سپتامبر ۱۸۷۲ – ۲۴ اوت ۱۹۳۸) قایقران روئینگ اهل ایالات متحده آمریکا بود.